# 加古川北インターチェンジ
加古川北インターチェンジ（かこがわきたインターチェンジ）は、兵庫県加古川市にある、山陽自動車道のインターチェンジ。山陽道における加古川市・加西市・高砂市・東播磨港の最寄りインターチェンジである。

## 歴史
- 1997年（平成9年）12月10日：三木小野IC - 山陽姫路東IC間開通に伴い、供用開始[1]。

## 周辺
- 播磨中部丘陵県立自然公園

## 接続する道路
- 直接接続
  - 兵庫県道723号加古川北インター線
- 間接接続
  - 兵庫県道43号高砂北条線

## 隣
E2 山陽自動車道
(4) 三木小野IC - 権現湖PA - (5) 加古川北IC - 飾東BS - (6) 山陽姫路東IC